# グルジア王国

グルジア王国
საქართველოს სამეფო

13世紀のはじめ、王国最盛期の地図

グルジア王国（グルジア語: საქართველოს სამეფო サカルトヴェロス・サメポ）は、1008年ごろに成立した中世の王国。グルジア連合王国、またはグルジア帝国とも呼ばれる。11世紀から13世紀にかけて、ダヴィト4世とタマル女王の治世の下、黄金時代を現出した。その最盛期には今日のウクライナ南部とイラン北部までを版図に収め、アトス山とエルサレムに修道院を保持した。住民の多くはグルジア語を話す正教徒であり、現代のグルジアの前身となった。
13世紀、王国はモンゴルの侵攻に晒されたが、1340年代に再独立した。しかし、その後も遊牧民がもたらした黒死病とティムールの数回にわたる侵攻に悩まされ、王国の人口は減少、経済は大打撃を受けた。さらに1453年、コンスタンティノープルの陥落により王国の古くからの同盟国である東ローマ帝国が滅亡した。15世紀末までに王国はテュルク系民族とイラン系民族の国に囲まれ、キリスト教のグルジア王国は孤立した。1386年にティムールの侵攻がはじまり、最終的に1466年の王国崩壊をもたらした。無政府状態はその後、1490年にイメレティ王国、カヘティ王国、カルトリ王国が独立を相互承認するまで続いた。1762年にカルトリ王国とカヘティ王国が統合され、カルトリ・カヘティ王国が成立し、グルジアは再統一された。カルトリ・カヘティ王国はさらに18世紀、ロシア帝国に併合された。

## 起源
バグラティオニ朝の起源は8世紀ごろ、タオ・クラルジェティの時代まで辿ることができる。888年、アダルナセ4世が「グルジア人の王」を名乗ったことでグルジア人の王位が復活した。
グルジア連合王国は1008年に成立した。この年、すでに父方からタオ・クラルジェティの王位を継承したバグラト3世は母方からアブハジア王国の王位を継承、グルジアを統一した。

## 黄金時代
グルジア黄金時代はグルジア王国の最盛期で、11世紀末から13世紀を指す。この時代、王国は大きく発展を遂げ、中世グルジアの建築、絵画、詩歌などの文化が開花した。この時期はキリスト教美術と世俗的な文学が発展し、王国は軍事、政治、経済、文化などで繁栄を謳歌した。この時代はグルジア・ルネサンス、または東方ルネサンスと呼ばれている。

### ダヴィト4世

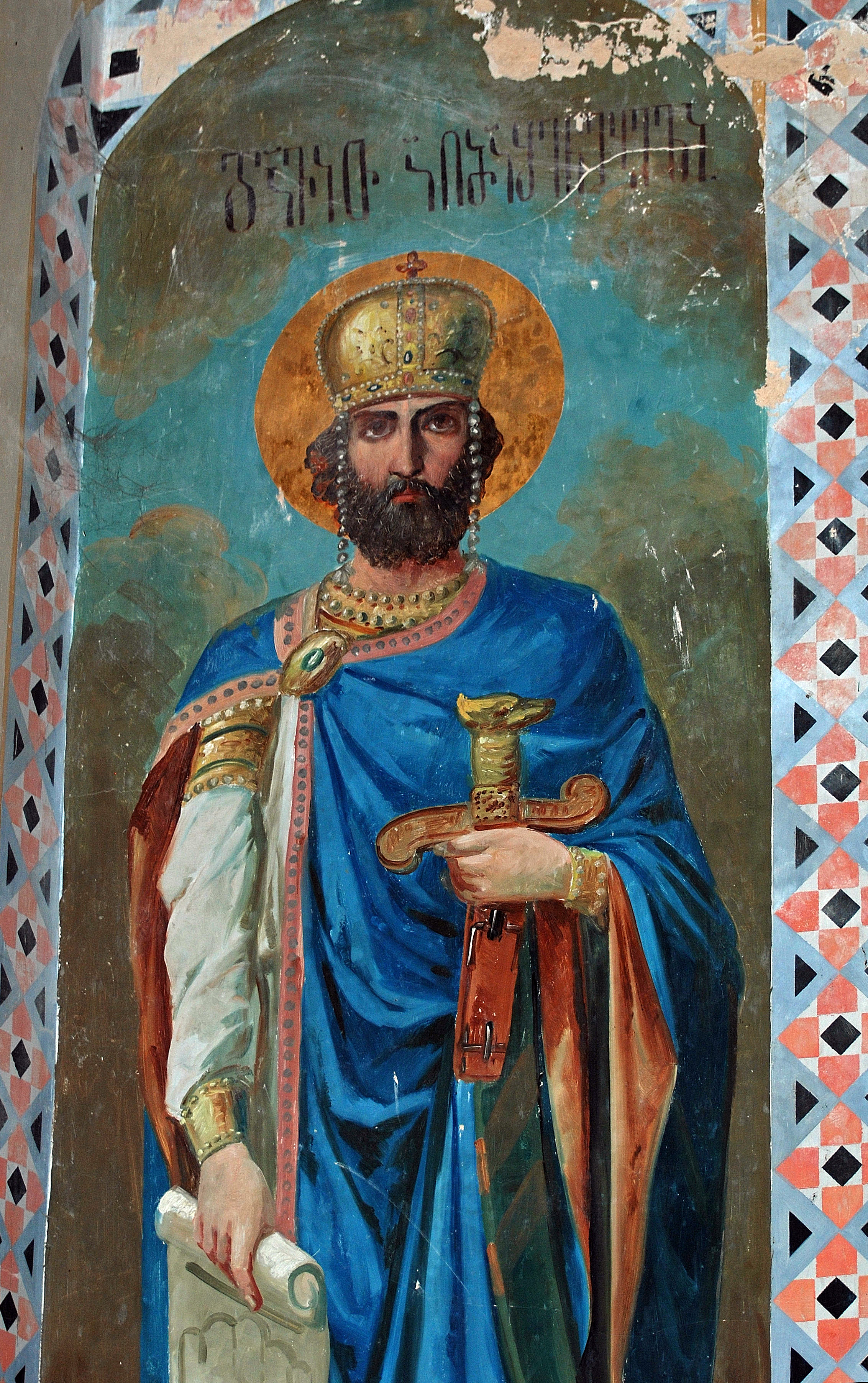
シオ・ムグヴィメリ修道院のフレスコに描かれたダヴィト4世。

黄金時代はダヴィト4世の治世に始まる。彼はギオルギ2世と王妃ヘレナの息子であり、16歳のとき、セルジューク朝の最盛期に即位した。彼はまず封建領主の力を弱め、王国の中央集権を進めた。権力を手中に収めたことにより外国の脅威の対処に集中できたダヴィト4世は1121年のディドゴリの戦いで大勝利を収めた。グルジア軍はその後セルジューク軍を数日間追撃し、戦利品を多数確保、トビリシを獲得した。

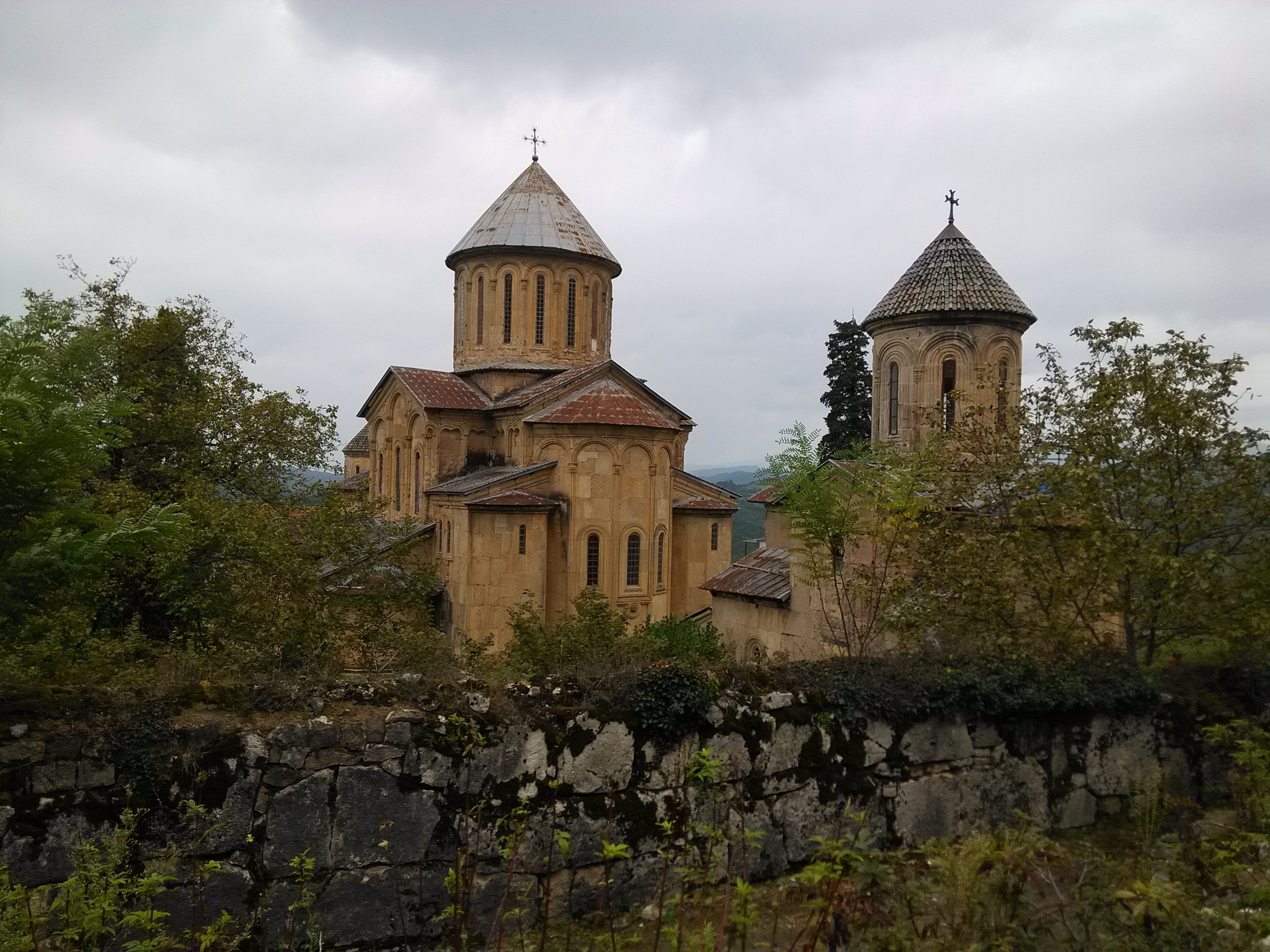
ユネスコが登録した文化遺産であるゲラティ修道院。

王国の隆盛を見たダヴィト4世は、グルジア王で初めて東ローマ帝国での封号を名乗らなかった者となった。これはグルジア王国と東ローマ帝国の対等を主張することを意味する。マリア・バグラティオニが東ローマ皇帝ミカエル7世ドゥーカスと結婚した後、12世紀には少なくとも16人のグルジア王族が東ローマ帝国での封号を得たが、ダヴィトはその最後となった。
ダヴィト4世は東方からの影響の排除に努め、西方のキリスト教や東ローマ帝国の文化を取り入れた。ゲラティ修道院の建設がその一環であり、当時の正教会の信仰の中心となった。ゲラティ修道院は現代ではユネスコが登録した文化遺産となった。
ダヴィト4世はまた、グルジアの聖歌の伝統を復活させ、いくつかの「悔い改めの賛歌」（グルジア語: გალობანი სინანულისანი, galobani sinanulisani）を作曲した。

### デメトレ1世とギオルギ3世の治世

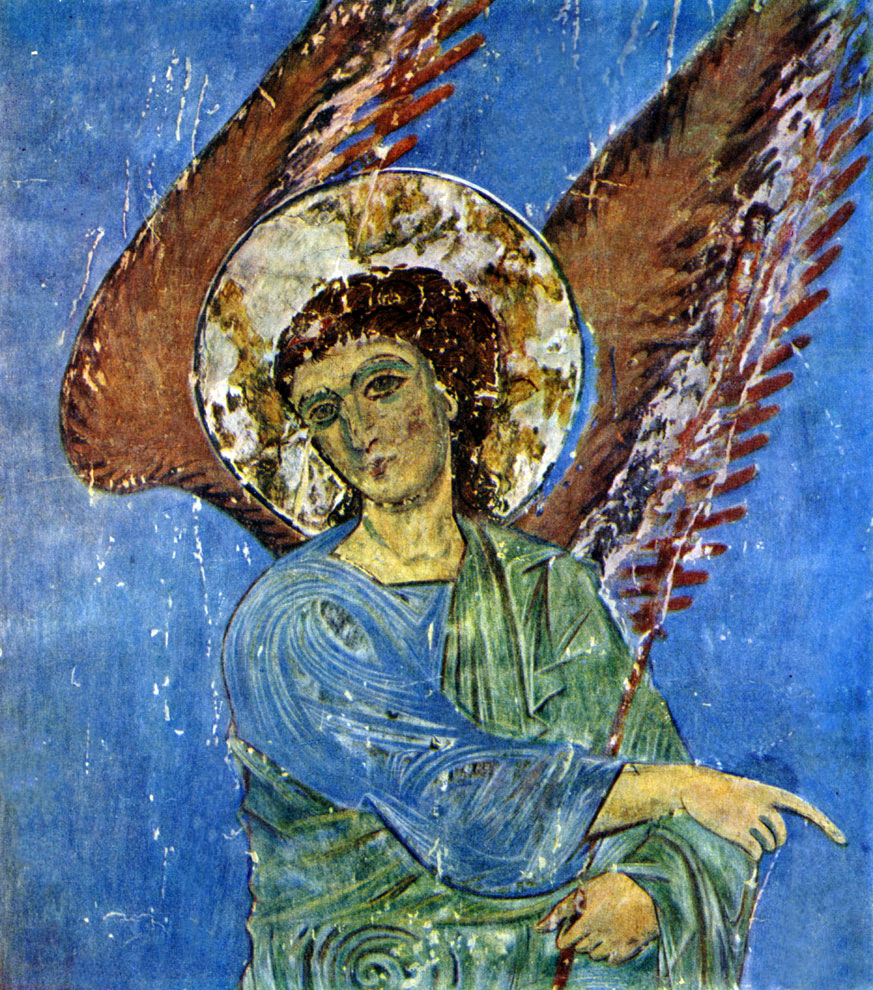
キンツヴィシ修道院所蔵の「キンツヴィシの大天使」。絵に使われたウルトラマリンは貴重なもので、グルジア王国の繁栄を象徴する。

王国の繁栄はダヴィト4世の子デメトレ1世の治世でも続いた。彼の治世では王位継承の争いが起こったが、グルジアは中央集権であり続け、軍事力を保持した。ムスリムに対してはギャンジャで決定的な勝利を収めた。
デメトレ1世は父と同じく詩人としての才能があり、グルジアの聖歌を数多く詠った。そのうち一番有名なものはThou Art a Vineyardであり、現代のグルジア正教会を代表する讃美歌となっている。
1156年、デメトレ1世の子ギオルギ3世が王位を継承した。同年、ギオルギはアナトリア半島東部のセルジューク朝地方政権を攻撃、ドゥヴィンを解放した。さらに娘のルスダンを東ローマ皇帝アンドロニコス1世コムネノスの息子マヌエル・コムネノスに嫁がせ、王家の権威を高めた。

### タマル女王の治世
ギオルギ3世の娘タマルは単独でグルジア史上初めての女王になり、その治世にグルジア王国は最盛期を現出した。彼女は王国をテュルク人から守っただけでなく、国内の緊張を和らげ、最初の夫ユーリー・ボゴリュブスキーが画策したクーデターも粉砕した。また、死刑と拷問の廃止など、彼女の時代にしては進歩的な政策もあった。

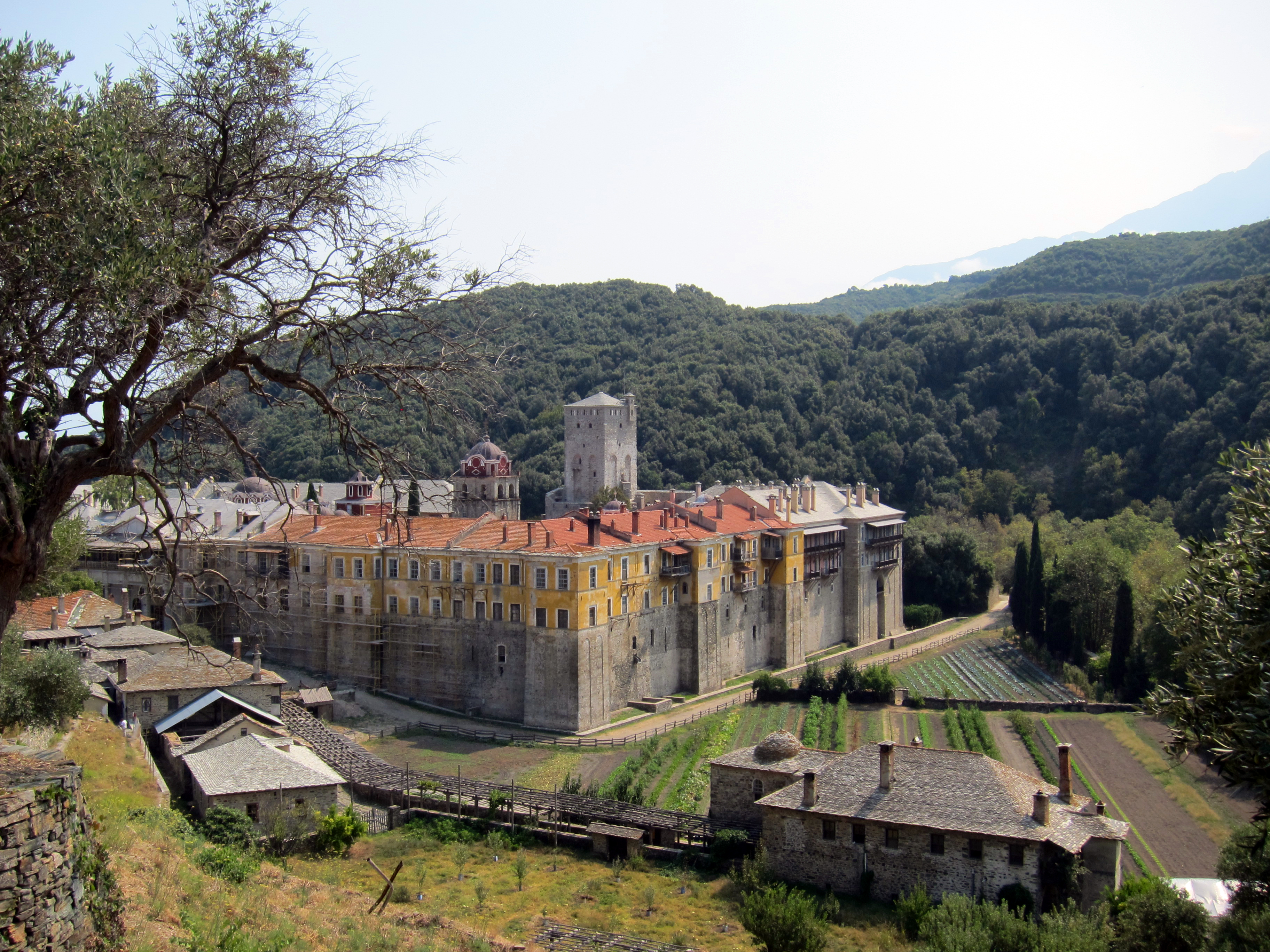
タマル女王の治世、王国は国外での修道院建設を推進した。画像はアトス山のイヴィロン修道院。

タマル女王の治世で特筆すべき事件としては1204年のトレビゾンド帝国成立がある。その年、東ローマ帝国が一時的に滅亡したため、女王は親族にあたるアレクシオス1世とその弟ダヴィドを援助し、帝国を建国した。タマル女王御用の歴史家によると、トレビゾンド援助の目的はアンティオキアとアトス山の修道院への送金の約束を破ったアレクシオス4世アンゲロスへの懲罰であるという。しかし、これには異説があり、アンゲロス王朝が第4回十字軍の侵攻で先が長くないのでグルジアの南西に友好的な国を建てた、という説もある。
タマル女王の治世の後半、王国は聖地におけるグルジア教会の保護に奔走した。 サラディンの伝記作者によると、1187年のアイユーブ朝によるエルサレム侵攻の後、タマル女王はサラディンに使者を送り、エルサレムでのグルジア教会の返還を要請したという。サラディンの返事は記録されていないが、女王の努力は結実した。さらに、サラディンに対しヒッティーンの戦いで奪われた聖十字架を20万の金塊で買い戻す提案をしたという。これは東ローマ皇帝が提案した金額よりも上であったが、サラディンは拒否した。
ラテン・エルサレム総大司教のジャック・ド・ヴィトリは当時、グルジア王国について書き残している：
| 「 | 東方にもキリスト教の人々がいる。彼らは戦いに強く、勇敢で、無数の力強い戦士がおり...異教徒の国に包囲され...彼らは聖ゲオルギオスを崇拝するので、グルジア人と呼ばれている...聖墳墓教会に巡礼に行くとき、彼らは行進して聖なる城に入る...誰にも通行料を払うことなく。それはサラセン人が彼らを侮辱できるわけないから... | 」 |

## 遊牧民の侵攻とグルジアの衰退
モンゴルのルーシ侵攻と同じ頃、モンゴル軍の一部は南下してグルジアに侵攻した。タマル女王の子ギオルギ4世はすぐさま第5回十字軍支援を取りやめ、国を挙げての抵抗をはじめた。しかし、グルジアはモンゴルの軍事力には対抗できず、ギオルギ4世は緒戦で重傷を負い、1222年に31歳で亡くなった。

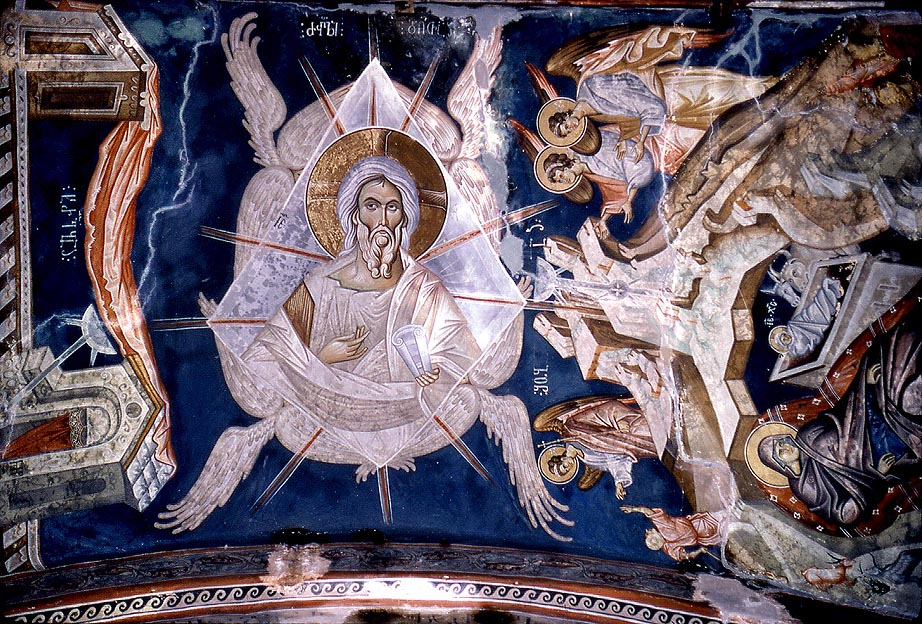
モンゴルの支配にもかかわらず、グルジア文化の開花は続いた。画像はウビサ修道院のフレスコ。

ギオルギ4世の妹ルスダンが王位を継承したが、彼女には国政の経験がなく、国自体も遊牧民を追い出すには弱すぎた。1236年、チョルマグン率いるモンゴル軍が再びグルジアに侵攻すると、ルスダンはグルジア西部への避難を余儀なくされた。東部で抵抗を続ける貴族は完全に消滅させられ、残りの貴族はモンゴルに臣従し貢税を支払った。モンゴル軍はスラミ山脈を越えなかったためグルジア西部の被害は少なく、ルスダンは危機を脱した。その後、ルスダンはローマ教皇グレゴリウス9世に支援を求めたが失敗し、1243年にモンゴルに臣従した。
しかし、モンゴルのグルジア支配は磐石ではなく、反モンゴル蜂起が相次いだ。1259年にダヴィト6世が起こした蜂起は30年後デメトレ2世が処刑されるまで続き、その後もダヴィト8世が闘争を続けた。抗争が続いている間にイルハン朝が衰退し、ギオルギ5世の治世に結実した。ギオルギ5世はイルハン朝への貢税支払いを止め、モンゴル侵攻以前の領土を回復、東ローマ帝国やヴェネツィア共和国、ジェノヴァ共和国との貿易を発展させ、さらにトレビゾンド帝国への影響力を再び強めた。ギオルギ5世はまた、エルサレムにあるいくつかの教会をグルジア正教会に返還させ、グルジア人巡礼者の聖地への通行権を認めさせた。中世グルジアで広く使われているエルサレム十字はギオルギ5世時代に考案されたものであり、それが現代のグルジアの国旗にも使われた。

## 黒死病
グルジアの政治的と軍事的衰退の原因は黒死病と言われている。黒死病は1336年、ギオルギ5世が南西グルジアを遠征し、オルハンの侵攻を撃退したときにもたらされた。この疫病はグルジアの人口の半分近くを死亡させたという。これにより、帝国の軍事力は衰退、物流も大きく阻害された。

## 王国の解体

1490年におけるグルジアの3王国5公国

ギオルギ5世の治世（1299年 - 1302年、1314年 - 1346年）では王国がモンゴルの侵攻から回復し、再び繁栄するように思えたが、1386年から1403年まで8回を数えるティムールの侵攻は王国に大打撃を与えた。最終的に王国は1490年に崩壊、イメレティ王国（西グルジア）、カヘティ王国（東グルジア）、カルトリ王国（グルジア中部から東部にかけて）に分裂し、バグラティオニ朝の分家にあたる王族がそれぞれの王位についた。王国の残りの領地は5つの公国にわかれ、グルジアの貴族が公に即位した。

## 歴代君主一覧

### バグラティオニ朝
| 代数 | 君主名                                         | 在位期間  | 備考                                             |
| ---- | ---------------------------------------------- | --------- | ------------------------------------------------ |
| 1    | バグラト3世（Bagrat III）                      | 1008–1014 | グルジア王国初代国王、イベリアとアブハジアを統一 |
| 2    | ギオルギ1世（George I）                        | 1014–1027 | 東ローマ帝国と抗争                               |
| 3    | バグラト4世（Bagrat IV）                       | 1027–1072 | 内乱とセルジューク朝の脅威に直面                 |
| 4    | ギオルギ2世（George II）                       | 1072–1089 | セルジューク朝の侵攻で苦戦                       |
| 5    | ダヴィト4世 "建設王"（David IV "the Builder"） | 1089–1125 | グルジア黄金時代の礎を築く、セルジューク朝撃退   |
| 6    | デメトレ1世（Demetre I）                       | 1125–1156 | 詩人王としても有名                               |
| 7    | ダヴィト5世（David V）                         | 1155–1155 | 短期間即位、詳細不明（異説あり）                 |
| 8    | ギオルギ3世（George III）                      | 1156–1184 | 皇帝風の統治、娘タマルに権力移譲                 |
| 9    | タマル女王（Tamar the Great）                  | 1184–1213 | グルジア黄金時代の絶頂期、十字軍にも関与         |
| 10   | ギオルギ4世 "ラシャ"（George IV "Lasha"）      | 1213–1223 | モンゴルとの最初の接触                           |
| 11   | ルスダン女王（Queen Rusudan）                  | 1223–1245 | モンゴルの侵攻に直面し、実質的に臣従             |

### イルハン朝支配下
| 代数 | 君主名                                           | 在位期間                    | 備考 |
| ---- | ------------------------------------------------ | --------------------------- | --- |
| 12   | ダヴィト6世（David VI Narin）                    | 1245–1293                   | 西部グルジア（イメレティ）を統治、分裂の始まり                                                                            |
| 13   | ダヴィト7世（David VII Ulu）                     | 1247–1270                   | 東部グルジア（カルトリ）を統治                                                                                            |
| 14   | デメトレ2世（Demetre II）                        | 1270–1289                   | モンゴルに処刑され「受難王」                                                                                              |
| 15   | ヴァフタング2世（Vakhtang II）                   | 1289-1292                   | イルハン朝（モンゴル）の承認による傀儡的統治                                                                              |
| 16   | ダヴィト8世（David VIII）                        | 1293–1311                   | モンゴル支配に反抗 → 山岳地帯に逃れ自立；弟たちと王位争い                                                                 |
| 17   | ヴァフタング3世（Vakhtang III）                  | 1302–1308（名目的共同統治） | イルハン朝がダヴィト8世の対抗馬として立てた弟；内戦状態                                                                   |
| 18   | ギオルギ5世 "輝ける"（George V "the Brilliant"） | 1314–1346（断続）           | ダヴィト8世の子。モンゴル支配の終焉とともに王国を再統一し「輝ける王」の名を得る。文化復興を推進。黄金時代最後の偉大な王。 |
| 18   | コンスタンティネ2世（Constantine II）            | 1334-1346                   | ダヴィト8世の後を継ぐが、王国はイルハン朝の支配と内乱で弱体化。                                                           |

### イルハン朝から独立後
| 代数 | 君主名                               | 在位期間                                          | 備考 |
| ---- | ------------------------------------ | ------------------------------------------------- | --- |
| 19   | ダヴィト9世（David IX）              | 1346–1360                                         | ギオルギ5世の息子。黒死病やトルコ系諸侯の侵入に苦しむ。                                                                                      |
| 20   | バグラト5世（Bagrat V）              | 1360–1393                                         | ティムール（ティムール朝）との戦争に巻き込まれる。王としての威厳は維持したが被害甚大。ティムールに一時捕らえられるも帰還。                   |
| 21   | ギオルギ7世（George VII）            | 1393–1407                                         | ティムールの繰り返される侵攻に対応。地方諸侯の自立が進む。実質的な統一王権の終焉へ。                                                         |
| 22   | コンスタンティネ1世（Constantine I） | 1412–1417                                         | ギオルギ7世の弟または近親。短期間で死亡。貴族勢力の台頭が顕著に。                                                                            |
| 23   | アレクサンドレ1世（Alexander I）     | 1412–1442                                         | 王国再建を試みた賢王。教会支援、文化振興、中央集権回復に努めたが完全統一には至らず。晩年は自ら退位して修道士に。                             |
| 24   | ヴァフタング4世（Vakhtang IV）       | 1442–1446                                         | アレクサンドレ1世の子。兄弟共同統治の始まり。若くして死去。                                                                                  |
| 24   | ダヴィト10世（David X）              | 1442–1465                                         | ダヴィト10世はカヘティ王国を支配し、強力な統治を行おうとするが、王国の分裂は進んだままであり、最終的には中央集権的な支配を回復できなかった。 |
| 25   | ギオルギ8世（George VIII）           | 1446–1465（全グルジア王） 1465–1476（カヘティ王） | 統一王権最後の王。1465年に内乱で敗北 → カヘティに退き、同地で独立。以後グルジア王国は分裂（イメレティ・カルトリ・カヘティ）。                |